# Perisphaerus pubescens
Perisphaerus pubescens är en kackerlacksart som beskrevs av Karlis Princis 1957. Perisphaerus pubescens ingår i släktet Perisphaerus och familjen jättekackerlackor. Inga underarter finns listade i Catalogue of Life.